# Passiflora recurva
Passiflora recurva Mast. – gatunek rośliny z rodziny męczennicowatych (Passifloraceae Juss. ex Kunth in Humb.). Występuje endemicznie w Brazylii.

## Rozmieszczenie geograficzne
Rośnie endemicznie w Brazylii w stanach Bahia, Pernambuco oraz Minas Gerais.

## Morfologia
PokrójLiany lub pnącza.

## Biologia i ekologia
Występuje na wyżynnych sawannach oraz w katindze. Najczęściej rośnie na skalistym podłożu.